# Handroanthus impetiginosus
El Handroanthus impetiginosus, conocido, junto con H. heptaphyllus, como lapacho rosado, es una especie arbórea nativa de Sudamérica, donde crece desde el Paraguay, Bolivia, Brasil, Perú, Ecuador, Colombia y el norte de Uruguay y Argentina hasta México. Prefiere suelos arenosos y húmedos. 

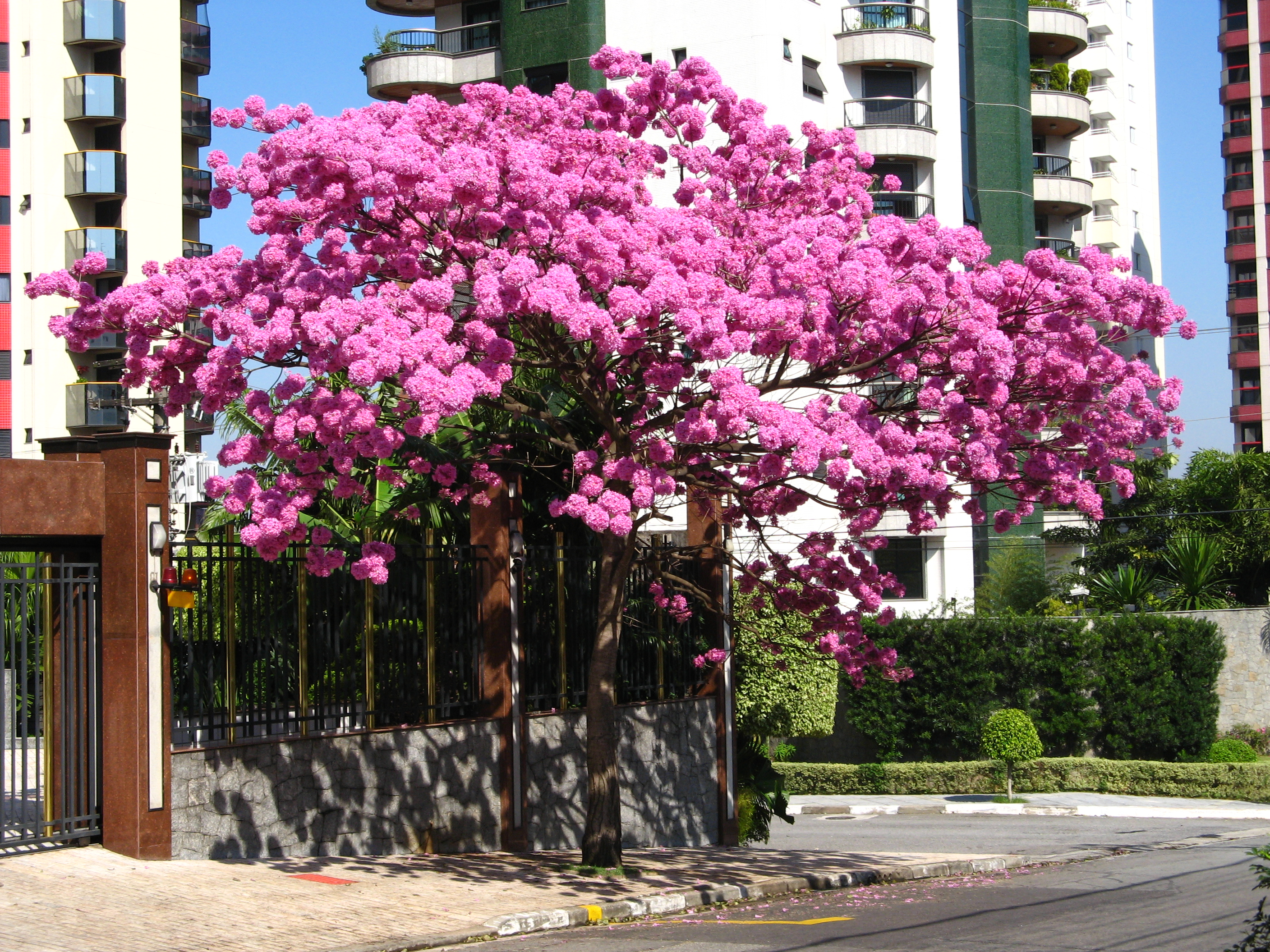
Handroanthus impetiginosus en flor.

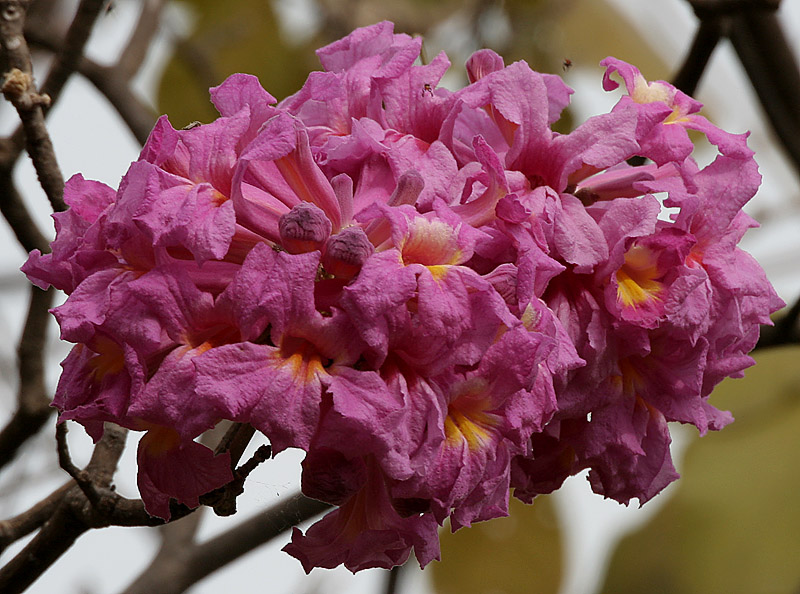
Inflorescencia.

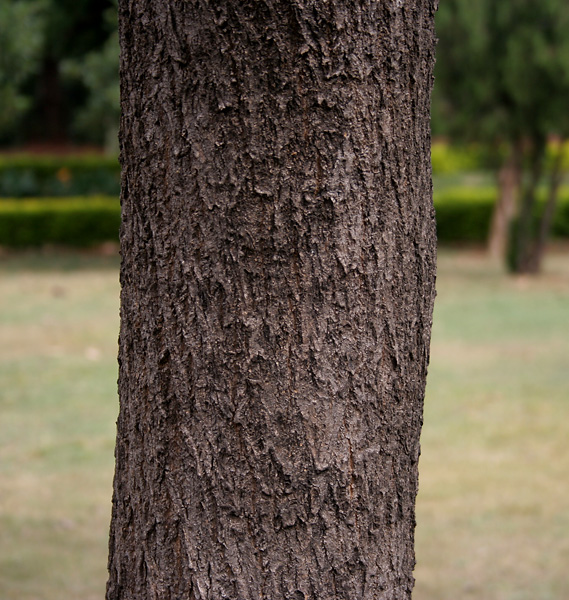
Tronco

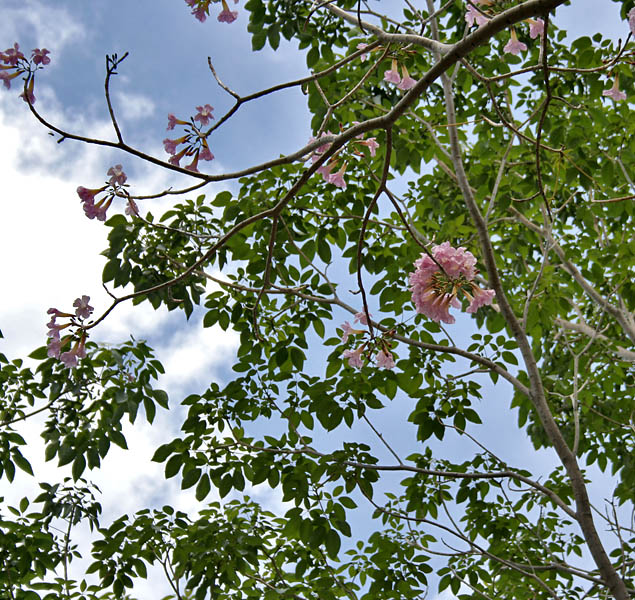
Follaje

Sumamente distintivo por sus vistosas flores rosadas, que aparecen cuando aún se encuentra desprovisto de follaje, a finales del invierno. Su madera se aprovecha en construcción, y a la infusión de su corteza se le atribuyen propiedades medicinales.
En Costa Rica se le conoce como cortez negro. En la península de Yucatán se le identifica con el nombre de xmaculís o maculís. En  Paraguay tiene el nombre de tajy hu, vocablo proveniente del guaraní (idioma nativo de ese país). Junto con otras especies de lapacho (todo el género Handroanthus), es el árbol nacional de Paraguay, declarado como tal por ley N.º 4631 del 10 de mayo de 2012.
En Colombia se lo llama ocobo. En Ibagué, Colombia, es el árbol oficial de la ciudad. En Bolivia es conocido como tajibo.

## Descripción
En su entorno natural, es un árbol de buen porte, pudiendo alcanzar los 600 cm de circunferencia en el tronco y los 40 m de altura, de los cuales 10 corresponden aproximadamente al fuste. En cultivo, suele ser un arbolito de 10-12 m de altura. La copa es semiglobosa, con el follaje concentrado en su parte más alta. Es caducifolio.
Las hojas se presentan opuestas y pecioladas. Muestran por lo general 5 folíolos, ligeramente aserrados, aunque a veces llegan a 7; éstos son elípticos y lanceolados, de 5 a 6 cm × 4 a 9 cm  con el margen entero en la mitad inferior y levemente dentado en la superior. En el vértice de la nervadura media con las secundarias muestran un mechón de pelos.
Las flores aparecen en el hemisferio sur entre julio y septiembre, antes del rebrote. En el hemisferio norte, desde México hasta Colombia la flor brota entre los meses de enero y febrero.
Son grandes, de forma tubular; la corola es por lo común rosada o morada en esta especie, aunque excepcionalmente se presenta blanca, y supera los 4 cm de largo. Se divide en cinco lóbulos rizados, cuya garganta presenta estrías más oscuras. La flor muestra 4 estambres, amén de un estaminodio. El fruto es una cápsula cilíndrica y estrecha, dehiscente, que contiene numerosas semillas aladas.

## Usos

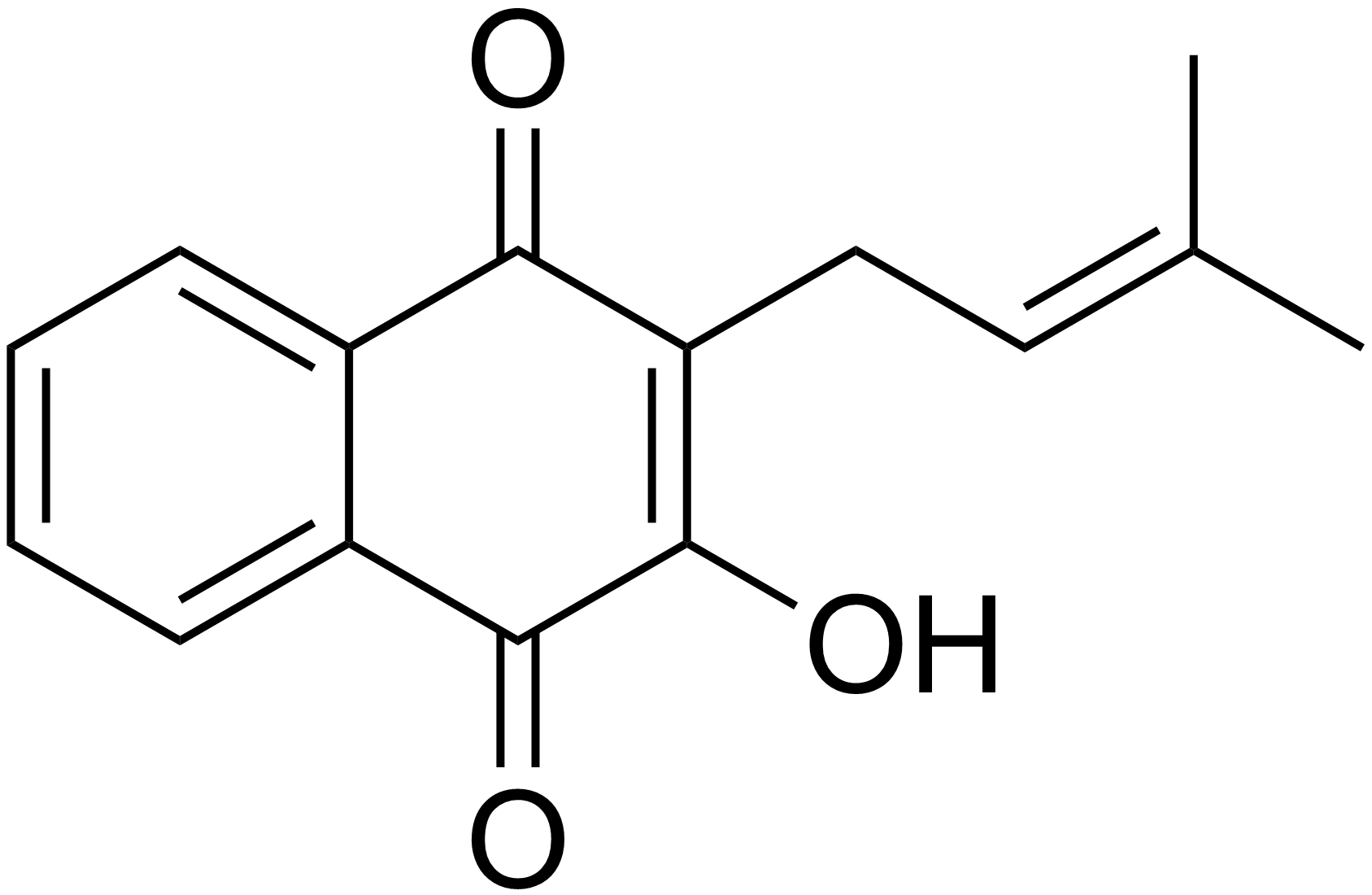
Lapachol, presente en varias especies de Handroanthus.

La corteza, de color castaño grisáceo, es dura y difícil de desprender; la medicina popular la emplea para las afecciones renales o vesicales. La madera es de un agradable color amarillento, apenas veteada, y muy dura y pesada (0,935 kg/dm³); por su contenido en taninos es muy resistente a la intemperie. Aunque se emplea relativamente poco en mueblería, debido a la dificultad de su trabajo, se aprecia para piezas de exterior por su dureza e impermeabilidad.
Uno de los compuestos fitoquímicos producidos por esta especie más estudiados ha sido el lapachol, un producto natural fenólico aislado de la corteza de varias especies de Hadroanthus. Se probó como un posible tratamiento para algunos tipos de cáncer, pero luego ha caído en desuso debido a sus efectos secundarios tóxicos.

## Taxonomía
Handroanthus impetiginosus fue descrita por (Mart. ex DC.) Standl. y publicado en Loefgrenia; communicaçoes avulsas de botânica 50: 2. 1970.
Sinonimia
- Gelseminum avellanedae (Lorentz ex Griseb.) Kuntze
- Handroanthus avellanedae (Lorentz ex Griseb.) Mattos
- Tabebuia avellanedae Lorentz ex Griseb.
- Tabebuia dugandii Standl.
- Tabebuia impetiginosa (Mart. ex DC.) Standl.
- Tabebuia ipe var. integra (Sprague) Sandwith
- Tabebuia nicaraguensis S.F.Blake
- Tabebuia palmeri Rose
- Tabebuia schunkevigoi D.R.Simpson
- Tecoma adenophylla Bureau & K.Schum.
- Tecoma avellanedae (Lorentz ex Griseb.) Speg.
- Tecoma avellanedae var. alba Lillo
- Tecoma impetiginosa Mart.
- Tecoma impetiginosa Mart. ex DC.
- Tecoma integra (Sprague) Hassl.
- Tecoma ipe var. integra Sprague
- Tecoma ipe var. integrifolia Hassl.
- Tecoma ipe f. leucotricha Hassl.[16]